# Verdurette
Die Verdurette ist ein rund 22,5 km langer Bach in der  französischen Region Grand Est, der im Département Meurthe-et-Moselle verläuft. Sie ist ein linker und südöstlicher Zufluss der Vezouze.

## Geographie

### Verlauf
Die Verdurette entspringt auf einer Höhe von etwa 375 m im Gemeindegebiet von Neufmaisons.
Sie entwässert generell Richtung Nordwest und mündet schließlich auf einer Höhe von ungefähr 240 m im Gemeindegebiet von Fréménil von links  in die Vezouze. Ihr 22,47 km langer Lauf endet ungefähr 135 Höhenmeter unterhalb ihres Ursprungs, sie hat somit ein mittleres Sohlgefälle von etwa 6 ‰.
Der offizielle Mündungsarm trägt den Namen Ruisseau d’Alhan, während die ursprüngliche Mündung der Verdurette bereits rund einen Kilometer (Luftlinie) weiter östlich in eine Altarmschleife der Vezouze erfolgt.

### Zuflüsse
Von der Quelle zur Mündung. Daten nach SANDRE
- Salmonru (Neuf Prés) (rechts), 2,1 km
- Pré du Bois (links)
- Grands Pres (Pexonne) (rechts), 6,5 km
- Encouche (rechts)
- Ames (links), 3,0 km
- Fosse (links)
- Nafcourt (links)
- Xarpellier (rechts)

### Orte am Fluss
Von der Quelle zur Mündung.
- Neufmaisons
- Vacqueville
- Vaxainville
- Pettonville
- Ogéviller
- Fréménil